# Reinier Blom
Reinier Jan Cornelis Blom (Amsterdam, 31 maart 1867 - aldaar, 12 augustus 1943) was een Nederlands turner die deelnam aan de Olympische Zomerspelen 1908. Hij maakte deel uit van het Nederlandse turnteam, dat als zevende eindigde in de teamwedstrijd. In de individuele allround wedstrijd eindigde hij als 61e. 

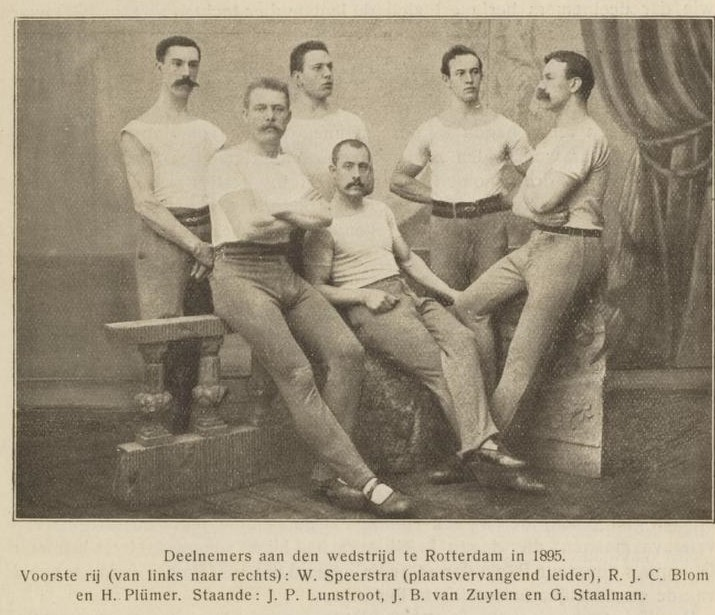
Reinier Blom, zittend in het midden, in 1895

Blom was lid van KTV Olympia. Hij was deel van het team dat in 1895 voor deze vereniging het nationale kampioenschap won. Hij was oprichtend lid van het Koninklijk Nederlands Christelijk Gymnastiek Verbond. 